# Fédération du Burkina Faso de basket-ball
La Fédération burkinabè de basketball (FEBBA) est une association créée en 1960 sous le nom de Fédération Voltaïque de Basketball, elle deviendra ensuite Fédération Burkinabé de Basketball.  
La FEBBA est chargée d'organiser, de diriger et de développer le basket-ball au Burkina Faso.
La Fédération représente le basket-ball auprès des pouvoirs publics ainsi qu'auprès des organismes sportifs nationaux et internationaux et, à ce titre, le Burkina Faso dans les compétitions internationales. Elle défend également les intérêts moraux et matériels du basket-ball burkinabé. Elle est affiliée à la FIBA depuis 1960, ainsi qu'à la FIBA Afrique dont elle a été membre fondateur. La FEBBA est logée dans la Zone 3 de FIBA Afrique avec sept (07) autres pays (Bénin, Côte d'Ivoire, Ghana, Liberia, Niger, Nigeria, Togo).
La Fédération organise également le championnat national.